# Wogra

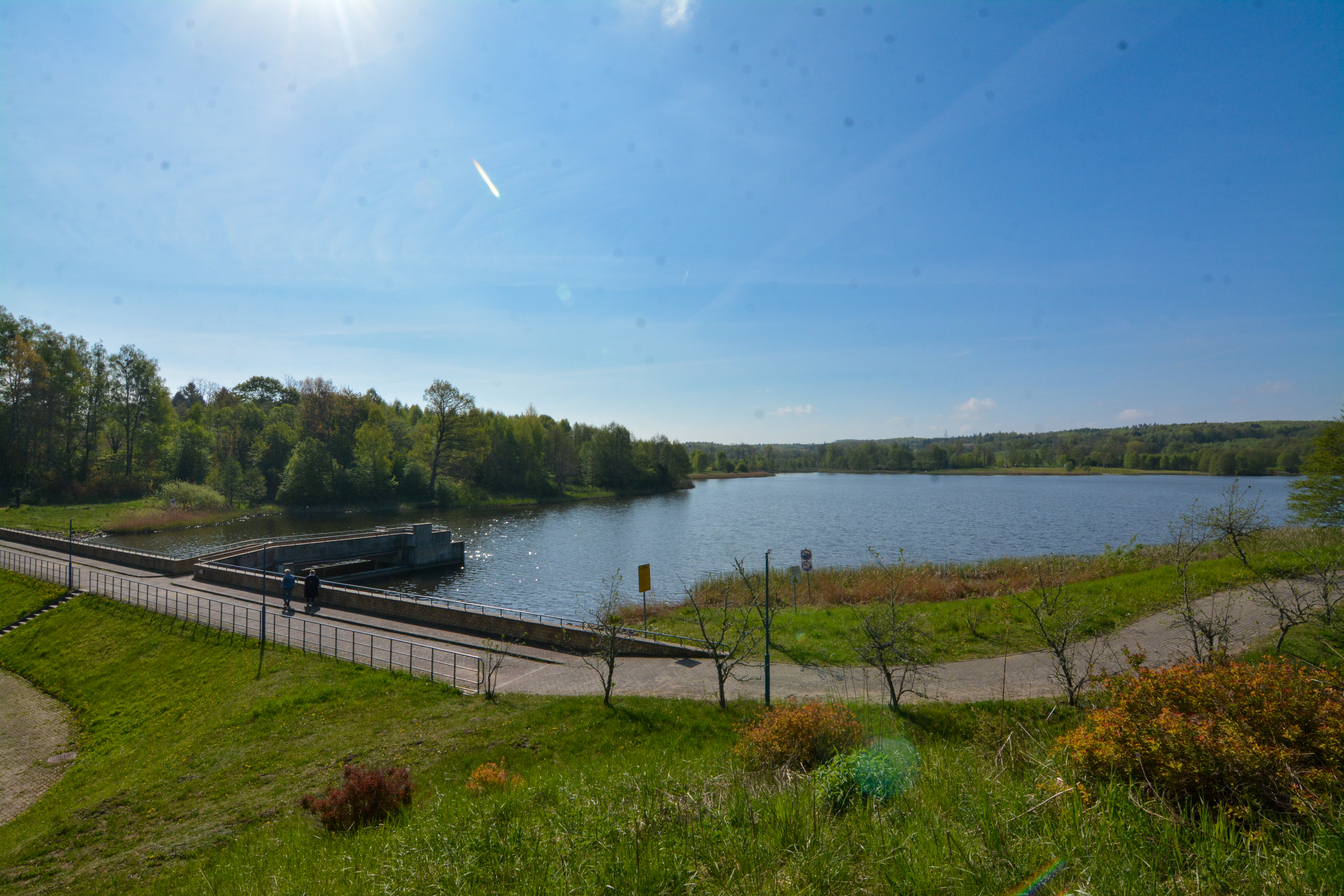
Zbiornik Retencyjny "Połczyn-Zdrój", przez który przepływa Wogra

Wogra – struga w północno-zachodniej Polsce, w województwie zachodniopomorskim, o długość 14 km, powierzchnia zlewni 62 km². Lewobrzeżny dopływ rzeki Dębnicy.
Źródła na zachód od Jeziora Kłokowskiego, przez które przepływa.
Nad strugą leży miasto Połczyn-Zdrój.
Od północnej granicy administracyjnej miasta Połczyn-Zdrój, dolina Wogry została objęta obszarem ochrony siedlisk „Dorzecze Parsęty”.
Nazwę Wogra wprowadzono urzędowo w 1948 roku, zastępując poprzednią niemiecką nazwę strugi – Wugger.
W 2008 r. przeprowadzono badania jakości wód Wogry w punkcie ujścia do Dębnicy. W ich wyniku oceniono elementy fizykochemiczne na II klasę, elementy biologiczne określono na I klasę, a stan ekologiczny na umiarkowany. W ogólnej dwustopniowej ocenie stwierdzono zły stan wód Wogry.
W latach 2001–2003 na rzece powstał Zbiornik Retencyjny „Połczyn-Zdrój” – położony jest w południowej części obszaru miasta.